# Crkva sv. Eufemije na Fumiji
Crkva sv. Eufemije na otoku Fumiji, rimokatolička crkva s arheološkim nalazištem, zaštićeno kulturno dobro.

## Opis dobra
Objekti na datiraju od 6. do 17. stoljeća. Omanji nenaseljeni otok Fumija smješten je pred jugozapadnom stranom otoka Čiova. Sjeveroistočni kut otoka markiran je ranosrednjevjekovnom crkvom sv. Eufemije. Radi se o jednobrodnoj građevini s polukružnom apsidom, a orijentirana je u smjeru istok-zapad. Uz južni zid broda crkve nadograđen je pravokutni aneks s kontraforima na istočnom zidu. Povijesni izvori svjedoče kako su na Fumiji trogirski benediktinci opatije sv. Ivana imali posjed sa samostanom, crkvom i gospodarskim objektima.

## Zaštita
Pod oznakom Z-5165 zavedena je kao nepokretno kulturno dobro - pojedinačno, pravna statusa zaštićena kulturnog dobra, klasificirano kao "sakralna graditeljska baština".